# Jean-Marc Vandenberghe
Jean-Marc Vandenberghe (né le 3 avril 1958 à Beselare) est un coureur cycliste belge. Il participe à des compétitions dans les années 1980 et 1990.

## Biographie
Jean-Marc Vandenberghe évolue au niveau professionnel entre 1985 et 1989. Durant cette période, il se distingue dans des kermesses belges en obtenant huit victoires et diverses places d'honneur. Il termine également cinquième de la classique Bordeaux-Paris en 1987. 
Après sa carrière cycliste, il reste dans le milieu du vélo en devenant mécanicien de cycles. Il a exercé ce métier au service des équipes Telekom, US Postal, Quick Step, RadioShack-Nissan et BMC Racing,,. Depuis 2020, il travaille dans l'encadrement de la formation Alpecin-Fenix. 

## Palmarès
- 1982
  - 2e du Tour de Flandre-Occidentale
  - 3e du Zesbergenprijs Harelbeke
- 1983
  - Zesbergenprijs Harelbeke
- 1987
  - Circuit du Brabant occidental
  - Circuit de la région linière
  - 2e du Tour de la Haute-Sambre
  - 5e de Bordeaux-Paris
- 1988
  - Grote Prijs Gemeente Kortemark
  - Grand Prix Raf Jonckheere
- 1989
  - 3e de la Gullegem Koerse
- 1991
  - 3e de Gand-Staden